# AK100
AK100은 아스텔앤컨 시리즈의 첫번째 제품이다. AK100은 포터블 MQS 플레이어이며 최대 24bit, 192khz의 마스터링 스튜디오 원음을 재생할 수 있다. 2012년 10월 10일에 한국에서 정식 출시를 하였으며 AK100은 전문가들의 호평을 받으며 세계 각국에 수출되었다.

## 공개
2012년 10월 10일에 아이리버가 압구정동 풍월당에서 아스텔앤컨 출시회를 열었다. 출시회에서 아이리버 박일환 대표는 "MQS는 CD나 MP3에서 구현할 수 없는 소리"라며 "수 백만원 이상의 초고가 오디오에서나 경험할 수 있는 감동을 아스텔앤컨에서 느낄 수 있다"고 주장했다.

## 디자인
크기는 59.2x79x14.4(mm)로 담배갑과 비슷한 크기이다. 2.4인치의 터치스크린이나 왼쪽에 있는 버튼으로 곡을 선택할 수 있으며 오른쪽에 돌출되어 있는 볼륨 조절 휠로 소리를 150단계로 세밀하게 조절할 수 있다. 그러나 이 돌출된 볼륨 조절 휠이 헐겁다는 지적도 있다. 레드닷 디자인 어워드로부터 2013 제품 디자인 상을 수여받았다.

## 색상
- 블랙
- 골든
- 실버
- 레드와인

## 특징

### MQS재생
가장 큰 특징은 스튜디오 원음을 재생할 수 있는 휴대용 MQS 플레이어라는 점이다. AK100은 Wolfson사의 WM8740 DAC을 탑재하여 24bit, 192khz의 음질을 재생할 수 있게 되었다.

### 메모리
내장메모리는 32GB이고 최대 32GB의 마이크로 SD 카드를 인식할 수 있는 마이크로 SD 슬롯 두 개를 제공하여 최대 96GB 용량을 지원한다. 마이크로 SD 슬롯에는 MQS SD 앨범도 지원한다.

### 드로잉 이퀄라이저
'USER EQ'를 통해 사용자가 원하는 이퀄라이저를 손가락으로 그리면서 섬세하게 조절할 수 있다.

## 평가

### 음질
음질에 대해서는 전문가와 일반인 모두 극찬을 하고 있다. 울랄라세션 멤버들은 AK100에 대해 "세세한 음질까지 다 들린다."라고 평했고 이영동 오디오 전문가도 "흠 잡을 때가 없다"고 극찬했다. 일반인들도 AK100의 음질에 대해 극찬을 하고 있는 편이다.

### 펌웨어
그러나 AK100의 펌웨어가 매우 형편없다는 비판이 나오고 있다. 로딩시간이 너무 오래걸린다던가, 갭리스 기능을 지원하지 않는다는 등의 문제를 제기했다.

## 특수액세서리
- 크래들-AK100이나 AK120의 거치대로 활용하거나 USB DAC으로 활용할 수 있다. 5단계로 본체를 기울일 수 있다.